# Castellum

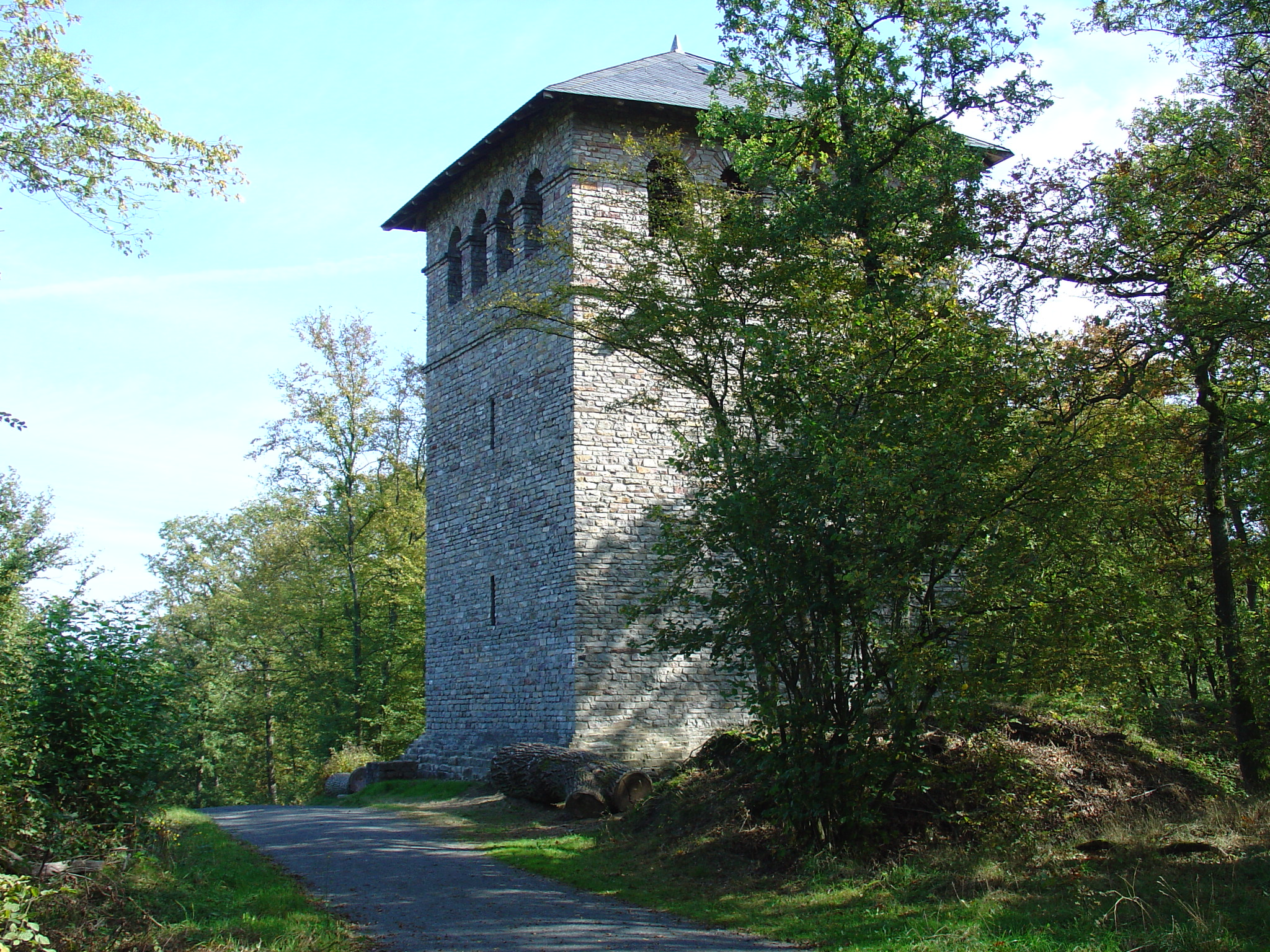
Turn de pază reconstruit între Bad Nauheim și Pfaffenwiesbach, Germania.

Castellum-ul este o fortificație romană de sine stătătoare, de mici dimensiuni, care era de obicei ocupată de unități auxiliare și utilizată ca bază logistică pentru legiunile romane, după cum relatează Vegetius. În principal rolul acestuia era de turn de pază și/sau punct de semnalizare situat de-a lungul drumurilor romane. Construcția era din lemn sau piatră iar baza acesteia avea formă pătrată, asemănîndu-se cu turnurile din cadrul castrelor romane. În limba latină cuvântul castellum este diminutivul substantivului castrum („castru”).
Pe teritoriul României o astfel de fortificație a fost descoperită pe teritoriul localității Bădeni din județul Harghita.
Termenul latin castellum (forma completă castellum aquae) a fost de asemenea folosit pentru a se referi un turn/castel de apă (rezervor de decantare sau stocare) de-a lungul unui apeduct.

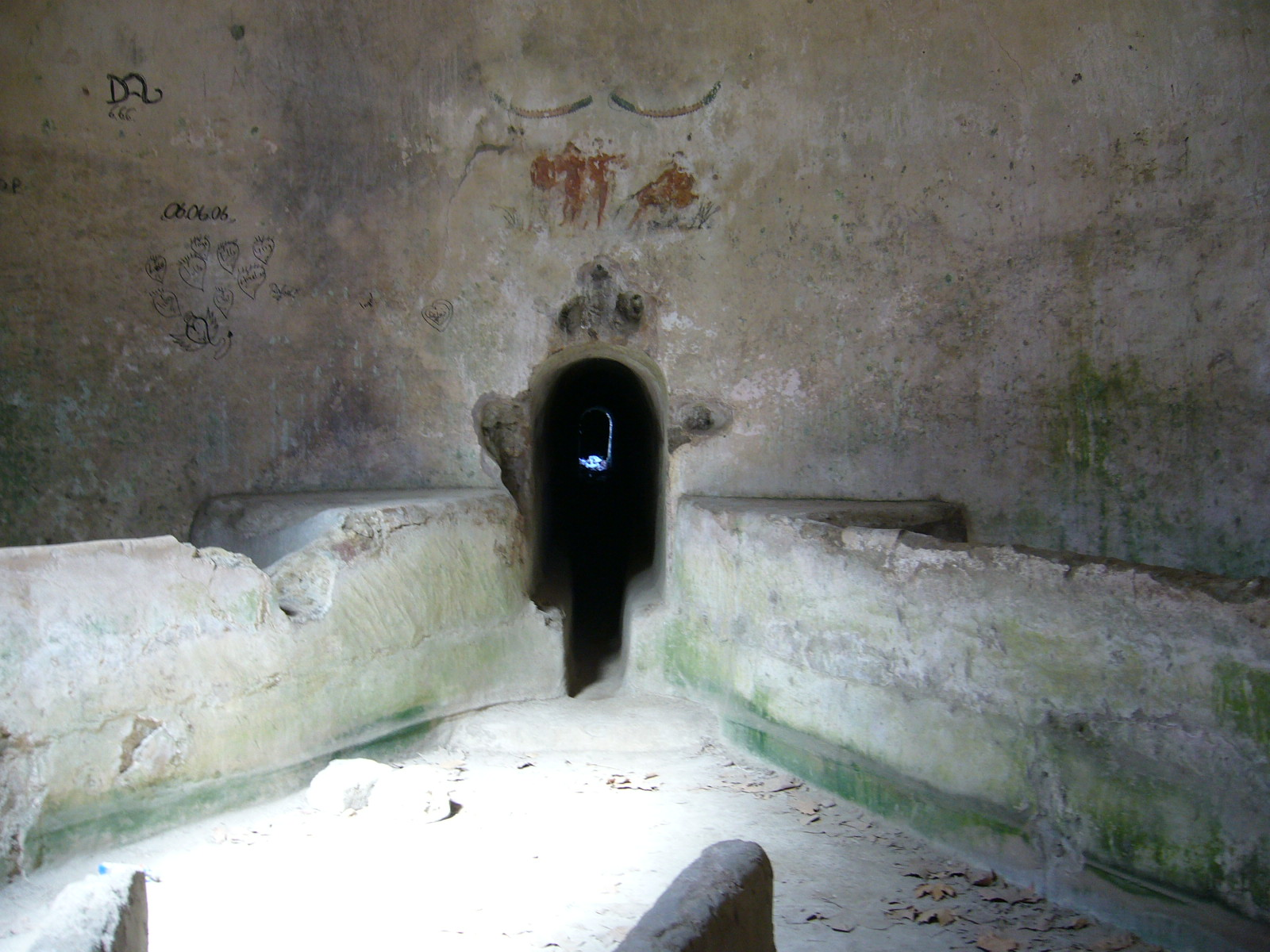
Interiorul unui turn de apă din Pompei.